# Yueyahe
Yueyahe (kinesiska: 月牙河, 月牙河街道)är ett stadsdelsdistrikt i Kina. Det  ligger i storstadsområdet Tianjin, i den norra delen av landet, nära eller i stadens centrum. Antalet invånare är 85 564. Befolkningen består av 41 773 kvinnor och 43 791 män. Barn under 15 år utgör 5,0 %, vuxna 15-64 år 78 %, och äldre över 65 år 15,0 %.